# Аша (Нижня Баварія)
Аша (нім. Ascha) — громада в Німеччині, розташована в землі Баварія. Підпорядковується адміністративному округу Нижня Баварія. Входить до складу району Штраубінг-Боген. Складова частина об'єднання громад Міттерфельс.
Площа — 19,54 км2. Населення становить 1660 ос. (станом на 31 грудня 2020).

## Галерея

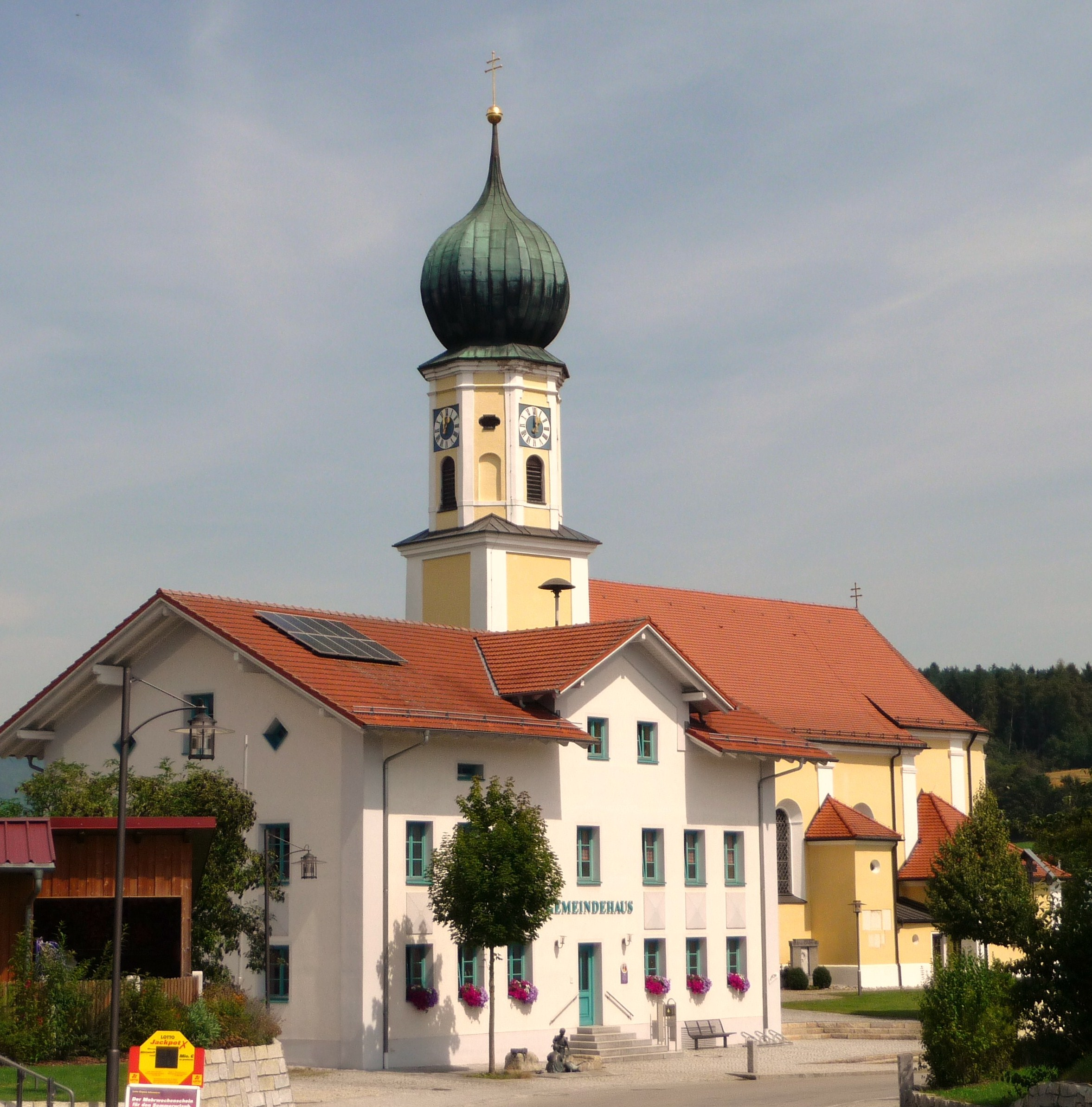